# الأكام (جبلة)

تعديل مصدري - تعديل

الأكام هي إحدى قرى عزلة وراف بمديرية جبلة التابعة لمحافظة إب، بلغ تعداد سكانها 159 نسمة حسب تعداد اليمن لعام 2004.